# Tesco Value
Tesco Value – duński zespół muzyczny, wykonujący muzykę alternatywną. Powstał w 2000 z inicjatywy Czesława Mozila, Magdaleny Entell, Martina Bennebo, Daniela Heloy Davidsena i Lindy Edsjo. Nazwa grupy pochodzi od przezwiska, jakim ochrzczono Mozila, podczas wakacji na obozie młodzieżowym w Anglii w 1994.
Debiutancki album zespołu, zatytułowany Tesco Value, ukazał się w 2002. W tym samym roku grupa wystąpiła na Roskilde Festival.
W 2004 muzycy wydali drugi album, zatytułowany Songs for the Gatekeeper. Niedługo później zakończyli działalność zespołu. 
W 2008 i 2009, na kanwie sukcesów Czesława Mozila w Polsce, obie płyty Tesco Value zostały wznowione przez przedsiębiorstwo Mystic Production.

## Dyskografia
Albumy
| Tytuł                    | Dane dot. albumu                                | Pozycja na liście | Sprzedaż        | Certyfikat         |
| Tytuł                    | Dane dot. albumu                                | POL               | Sprzedaż        | Certyfikat         |
| ------------------------ | ----------------------------------------------- | ----------------- | --------------- | ------------------ |
| Tesco Value              | - Data: 4 kwietnia 2002 - Wydawca: Cope Records | 21                | - POL: 15 tys.+ | - POL: złota płyta |
| Songs for the Gatekeeper | - Data: 2004 - Wydawca: brak (wydanie własne)   | 17                |                 |                    |

Notowane utwory
| „The Tournus”               | 2009 | 26 | Songs for the Gatekeeper |
| „–” utwór nie był notowany. |      |    |                          |